# Samira Vera-Cruz
Samira Vera-Cruz (née le 11 septembre 1990 à Mindelo, São Vicente, Cap-Vert) est une réalisatrice, productrice, et monteuse cap-verdienne. Elle est en activité depuis 2016.

## Biographie
Samira Vera-Cruz est diplômée en cinéma et communication internationale à l'Université américaine de Paris (AUP).
La réalisatrice commence sa vie professionnelle en tant que journaliste à l'Agência Cabo-verdiana de Imagens (ACI = Agence Capverdienne d'Images) et plus tard en tant que gestionnaire de compte à Greenstudio, à Praia, Cap-Vert.
Elle s'installe en Angola début 2014 et travaille pendant près de deux ans en tant que productrice audiovisuelle pour Muxima Filmes dans la ville de Luanda. Après son retour au Cap-Vert, elle travaille pendant quelques mois à Kriolscope, en tant que productrice exécutive, où elle réalise son premier court métrage Buska Santu en 2016.
Buska Santu est un court-métrage de fiction, inspiré par Le Voleur de bicyclette de Vittorio de Sica, et nous montre la relation entre un père et son fils, dans l'île de Santiago, au Cap-Vert. Le court-métrage a été projeté au Cap-Vert, au Portugal, en Pologne et au Mozambique et a remporté le prix de la meilleure fiction au festival du film Oiá à Mindelo, au Cap-Vert.
Elle créé ensuite sa société de production, Parallax Produções, avec laquelle elle réalise les films Hora di Bai (2017) et Sukuru (2017).
Hora di Bai est un court métrage documentaire, financé par l'Union européenne, dans le cadre du concours "Short Films PALOP-TL UE 25 years", qui parle de la relation avec la mort dans l'île de Santiago, au Cap-Vert. Le film a été projeté dans des festivals au Cap-Vert , au Brésil, au Canada, aux États-Unis, au Portugal, en Belgique, en Pologne, en Guinée Bissau, au Mozambique, en Angola, à São Tomé et Principe, à Macao, au Timor oriental et à Madagascar.
Sukuru, qui a été réalisé sans financement, est son premier long métrage. Il s'agit d'un thriller psychologique qui raconte l'histoire de Jiló, un jeune homme schizophrène, accro au crack, et son combat contre la dépendance, sa mère et ses démons. Le film a été projeté au Cap-Vert, en Pologne, au Brésil, à Bruxelles, au Mozambique et à Macao.
La jeune réalisatrice a été sélectionnée pour Talents Durban 2019, lors du Festival international du film de Durban, auquel elle a participé avec son projet de documentaire And Who Will Cook ?, et a reçu le PR Consulting Award à l'issue de la résidence.
La même année, elle participe à la résidence d'écriture du FIDADOC, au Maroc.
En 2020, la réalisatrice participe au Durban FilmMartet au Ouaga Film Lab avec le projet documentaire And Who Will Cook ?. Lors de ces derniers, elle a remporté les prix IDFA et World Cinema Fund/Goethe Institute.
En mars 2020, Samira devient coordinatrice du Film and Audiovisual Network, fondé avec des collègues cinéastes du Cap-Vert, du Mozambique, de l'Angola, de la Guinée-Bissau et de São Tomé et Príncipe, dans le but de promouvoir la production et surtout la distribution dans la région.

## Filmographie

### Courts-métrages
- 2016 : Busku Santu[15] [Buska Santu]
- 2017 : Hora di Bai[16] [Time to Go]
- 2023 : Sumara Maré[17]

### Films
- 2017 : Sukuru [Darkness][18]

## Récompenses
- 2020 : Prix IDFA
- 2020 : World Cinema Fund/Goethe Institute